# Nostra Signora del Sacro Rosario delle Betlemite
Nostra Signora del Sacro Rosario delle Betlemite é uma capela pública dependente da paróquia de San Saturnino Martire localizada na Via Lambro, 12, no quartiere Trieste de Roma, a leste da extremidade sul da Villa Ada. É dedicada a Nossa Senhora do Rosário.

## História
Esta capela é a capela conventual do Instituto das Irmãs Bethlemitas (em italiano:  Figlie di Sacro Cuore Betlemite, uma congregação fundada na Guatemala em 1668, um ramo feminino dos Irmãos Bethlemitas, uma ordem fundada por São Pedro de São José Betancur (m. 1667) em 1658. As irmãs formaram uma parte importante da ordem durante os dois últimos séculos e, em 1909, elas receberam permissão do papa para fundar uma instituição religiosa internacional; logo em seguida elas construíram uma sede provincial em Roma (a sede mundial fica em Bogotá, na Colômbia).
O grande complexo em Roma abriga uma casa de repouso, cujo edifício principal está de frente para a Piazza Sabazio, e uma sede na Via Topino, 36. Um jardim separa os dois.

## Descrição
A fachada de frente para a rua é em estilo neorromânico e tem dois andares. O primeiro andar é um alto dado revestido em lajes de calcário com uma entrada única de moldura destacada em pedra. Um par de janelas quadradas com molduras similares estão em ambos os lados e, sobre o conjunto, estão mais três janelas idênticas. Todas são fechadas por grades num padrão de "cruz e círculo". A parede está pintada de cinza claro com estreitas faixas horizontais escavadas.
Este andar é encimado por uma grossa cornija e, sobre ela, está um plinto ático muito baixo. O segundo andar tem um par de pilastras coríntias nos cantos, assentados sobre bases no ático e sustentando um frontão triangular. Este andar tem três grandes janelas de topo curvo e com a borda inferior no ático. As molduras estão pintadas de amarelo, mas a parede em si é vermelho claro, a mesma cor do tímpano do frontão.